# X-Verfahren

Leitstrahlen des X-Verfahrens (Target=Ziel)

Das X-Verfahren (Deckname „Wotan I“) ist der Name eines deutschen Funk-Leitstrahl-Systems, das ab 1934 unter der Leitung von Johannes Plendl von der Deutschen Versuchsanstalt für Luftfahrt (DVL), Zweigstelle Rechlin – ab 1936 Teil der Erprobungsstelle der Luftwaffe (E-Stelle) – entwickelt und 1938 nach Abschluss der Erprobung eingeführt wurde. Es diente zu Anfang des Zweiten Weltkrieges während der Luftschlacht um England zur Zielführung von Bombern der Luftwaffe. Auf 350 km Entfernung konnte ein Quadrat von 300 Metern Breite getroffen werden. Das System verwendete vier Leitstrahlen auf Frequenzen von 66 bis 77 MHz (Wellenlänge: 4,5 bis 3,9 Meter).

## Funktionsweise
Es entstand in Anlehnung an ein von der Berliner Firma C. Lorenz entwickeltes Landeanflugsystem („Lorenzbake“) für den zivilen Flugverkehr aus dem Jahre 1932, mit dem Flughäfen bei eingeschränkter Sicht präzise angeflogen werden konnten. Dieses ursprüngliche Verfahren arbeitete mit einem Leitstrahl von 5°, entsprechend 8 km Breite auf 100 km Entfernung, für Angriffe also zu ungenau. Plendl verbesserte die Genauigkeit dieses Systems, indem er höhere Frequenzen um 70 MHz (gegenüber 30 bis 38 MHz beim Lorenz-Landesystem), größere Antennen mit einem kleineren Abstrahlwinkel von 0,1° und deutlich stärkere Sendeleistungen verwendete. Dafür wurden bei Telefunken die Sender „Berta I“ (50 W) und „Berta II“ (500 W) entwickelt. Anders als beim Lorenz-Landesystem flogen jetzt die Maschinen auf dem Leitstrahl („Weser“) vom Sender weg. Der Leitstrahlsender sendete mit zwei Antennen, die leicht gegeneinander geneigt waren, sodass sich zwei Richtkeulen ergaben. Die nach links strahlende Antenne sendete Morsepunkte (Morsezeichen „e“), die nach rechts strahlende Antenne Morsestriche (Morsezeichen „t“). Im Überlappungsbereich der Signale hörte der Pilot einen Dauerton und die Maschine war damit auf korrektem Kurs. Anfangs musste das Signal über Kopfhörer abgehört werden, eine spätere Ausführung wandelte es um und zeigte die Abweichung auf einem Instrument an.
Vor dem Ziel kreuzten drei Signalstrahlen den Leitstrahl. Ab dem ersten Signal etwa 30 km vorher („Rhein“) musste der Flugzeugführer exakt die Mitte des Leitstrahles und die Geschwindigkeit einhalten. Der Bombenschütze wartete nun auf das zweite Signal rund 10 km vor dem Ziel („Oder“), bei dem er eine spezielle „X-Uhr“ zu starten hatte. Diese musste er beim Überflug des dritten Signales 5 km vor dem Ziel („Elbe“) erneut betätigen. Damit war die Geschwindigkeit über Grund bestimmt und die Uhr löste automatisch nach dem Ablauf einer bestimmten Zeitspanne, die abhängig von der Geschwindigkeit weniger als eine Minute betrug, den Bombenabwurf aus.
Das Zielgebiet konnte mit dem X-Verfahren mit hoher Genauigkeit erreicht werden, 50 % der Bomben landeten nach einer Flugstrecke von 300 km in einem Zielkreis von ±300 m. Nach dem Ende der Erprobung im Jahre 1937 wurden 100 Bordfunkgeräte und 20 Bodenstationen bestellt. Diese wenigen Geräte wurden in spezielle Bomber der Kampfgruppe 100 konzentriert. Dieses „Pfadfinder“-Konzept wurde nur wenige Jahre später von der britischen Royal Air Force (RAF) kopiert und perfektioniert.
Zu diesem Zeitpunkt war die deutsche Luftwaffe die einzige der Welt, die bei Nacht oder schlechter Sicht einen Präzisionsangriff fliegen konnte, während die RAF zur selben Zeit noch wie in der Seefahrt mit einem astronomischen Navigationsverfahren arbeitete.
X-Systeme wurden in der Anfangsphase der deutschen Offensive bei Nachtangriffen, unter anderem beim Unternehmen Mondscheinsonate am 14/15. November 1940 gegen Coventry, eingesetzt. Für die nächtlichen Luftangriffe auf das Vereinigte Königreich wurden zunächst zwei X-Sendestellen auf eine zu bombardierende Stadt ausgerichtet, später kamen weitere hinzu. An folgenden Standorten wurden Sendestellen aufgebaut (Auswahl):
- Julianadorp (Den Helder)
- Audembert (Calais)
- Ecalgrain (Cherbourg)
- Morlaix (Brest)

Das X-Verfahren konnte in Großbritannien, hauptsächlich durch Reginald Victor Jones, entschlüsselt und bereits 1940 erfolgreich dadurch gestört werden, dass Radiostationen das Punkt-Morse-Signal aussendeten, was zu Irritationen und in der Folge zu Flugbahnen außerhalb des eigentlichen Leitstrahles führte. Diese Störsender „Domino“ waren allerdings vor dem Großangriff auf Coventry versehentlich auf die falsche Frequenz eingestellt.
Nach dem Krieg kamen der Erfinder auf der deutschen Seite, Johannes Plendl, und der Abwehrende auf der britischen Seite, Reginald Victor Jones, zusammen und wurden gute Freunde.